# Baatarjavyn Shoovdor
Baatarjavyn Shoovdor (20 novembre 1990) è una lottatrice mongola, specializzata nella lotta libera.

## Palmarès
- Mondiali

Budapest 2018: bronzo nei 59 kg.
Nur Sultan 2019: bronzo nei 59 kg.
Oslo 2021: bronzo nei 59 kg.
- Campionati asiatici

Astana 2014: argento nei 58 kg.
Biškek 2018: bronzo nei 59 kg.
Almaty 2021: argento nei 59 kg.
Ulaanbaatar 2022: argento nei 59 kg.